# 新滘路
新滘路位于中华人民共和国廣東省广州市海珠区，是一条东西走向的城市主干道，由新滘东路、新滘中路和新滘西路三段组成。东起科韵路，西至工业大道南，全长10.6公里，双向8车道，设计时速60公里/小时，于2006年5月28日建成通车，与工业大道、科韵路、广园路共同构成广州城市快捷路。

## 名称
新滘路原名新滘南路，名称来源于其北侧的新滘镇。2002年新滘村改组，但原有的新滘南路未更名，2006年改造延长后改名为新滘东路、新滘中路和新滘西路，但新滘南路的名称仍在广泛使用。

## 与之交汇街道
- 道路顺序由西往东排列，粗体字为主干道
- 工业大道南
- 江南大道南
- 东晓南路
- 瑞康路
- 广州大道南
- 聚德西路
- 聚德路
- 江海大道、新光快速
- 石榴岗路、华洲路
- 赤沙路、石榴岗大街
- 贵荣路
- 仑头路
- 科韵路

## 公共交通
- 广州地铁3号线大塘站
- 广州地铁11号线大塘站、龍潭站、赤沙站
- 广州地铁12号线赤沙站
- 广州地铁18号线龍潭站

在鄰近新滘路位置設有出口。